# فلوریدا، بوئنوس آیرس
فلوریدا (به اسپانیایی: Florida) شهری در کشور آرژانتین، استان بوئنوس آیرس است که در سال ۲۰۰۹ میلادی، حدود ۵۹۸۴۴ نفر جمعیت داشته‌است.